# Gilles Martin-Chauffier
Pour les articles homonymes, voir Gilles Martin (homonymie), Martin et Chauffier.
Gilles Martin-Chauffier né Gilles Martin, également connu sous le pseudonyme de Gilles Hemsay, né le 12 août 1954 à Neuilly-sur-Seine, est un journaliste et un écrivain français, primé à plusieurs reprises et notamment lauréat du prix Interallié en 1998 et du prix Jean-Freustié en 1996.

## Biographie
Gilles Martin-Chauffier est issu d'une vieille famille originaire de Vannes. Son père, Jean Martin-Chauffier (1922-1987), fut rédacteur en chef du Figaro et son grand-père, Louis Martin-Chauffier (1894-1980), rédacteur en chef du journal clandestin Libération et l'un des fondateurs du Comité national des écrivains et du Comité national des journalistes, dans la Résistance.
Il fait ses études primaires et secondaires au collège Saint-Jean-de-Passy jusqu'en 1972. Diplômé de l'École supérieure de commerce de Paris, il part pour New York en 1980 afin de préparer un MBA à l'université Columbia. Il ne mène pas jusqu'au bout cette formation et revient en France, car son premier roman, Pourpre, retient l'attention de Simone Gallimard, qui décide de le publier. En 1980, il entre comme journaliste à Paris Match, y gravissant peu à peu les échelons de la rédaction. Depuis plusieurs années, il est le responsable du cahier « Culture » et l'un des rédacteurs en chef de l'hebdomadaire.
Il poursuit parallèlement une œuvre d'écrivain sous son nom ou sous le nom de plume de Gilles Hemsay. Romancier et essayiste, il écrit bon nombre de ses ouvrages dans la maison de famille sur l'île aux Moines. Très attaché à la Bretagne, il est l'auteur en 2008 d'un livre sur l'histoire de la Bretagne Le Roman de la Bretagne, et en 2015 d'un livre sur le golfe du Morbihan, Une mer de famille. Il fait également partie du jury du Prix Breizh.

## Œuvre

### Romans
- 1980 : Pourpre, Mercure de France
- 1982 : Les Canards du Golden Gate, Mercure de France
- 1987 : Sans effort apparent, éditions Balland
- 1991 : L'Ouest, éditions de Fallois
- 1995 : Une affaire embarrassante, éditions Grasset & Fasquelle – prix Jean-Freustié[6]
- 1998 : Les Corrompus, Grasset & Fasquelle – Prix Interallié
- 2001 : Belle-amie, Grasset & Fasquelle
- 2003 : Silence, on ment, Grasset & Fasquelle – Prix Renaudot des lycéens
- 2007 : Une vraie Parisienne, Grasset & Fasquelle
- 2011 : Paris en temps de paix, Grasset & Fasquelle
- 2014 : La Femme qui dit non, Grasset & Fasquelle
- 2018 : L’Ère des suspects, Grasset & Fasquelle
- 2021 : Le dernier tribun, Grasset & Fasquelle
- 2024 : Clause de conscience, Grasset
- 2025 : Les Lettres quataries, Albin Michel

### Essais
- 2004 : Le Roman de Constantinople, éditions du Rocher – Prix Renaudot de l'essai 2005
- 2008 : Le Roman de la Bretagne, éditions du Rocher

### Pamphlet
- 2017 : Du bonheur d'être breton. Les régions contre les nations, éditions des Équateurs

### Divers
- 2015 : Une mer de famille, illustrations de Nono, Éditions Dialogues[4]